# Harald Vilhelm Sommerfelt
Harald Vilhelm Sommerfelt, född den 24 december 1848 i Holmestrand, död 1920, var en norsk kyrko- och litteraturhistorisk författare.
Sommerfelt blev teologie kandidat 1871, 1894 föreståndare för kommunala mellanskolan i Larvik och var 1903-1915 rektor vid realgymnasiet där. Bland Sommerfelts skrifter kan nämnas Aonio Paleario (1891), H. A. Brorson som salmedigter (1892), Francesco Spiera (1893), Girolamo Savonarola (2 band, 1893-94), Novalis (1895), Vittoria Colonna (1896), Grundtvig som salmedigter (1899), Augustins omvendelse (1904), Jean Jacques Rousseau (1906) och Minder fra Bjørnson-tiden 1871-1909 (1917).